# 武部本一郎
武部 本一郎（たけべ もといちろう、1914年4月24日 - 1980年7月17日）は、日本のイラストレーター。出版美術家連盟会員、児童出版美術家連盟会員、少年文芸作家クラブ会員。

## 来歴・人物
大阪府出身。ペンネームに城青児、宇田野武、宇多野武、鈴江四郎。父は日本画家の武部白鳳。1960年代から1970年代にかけてSFアートの世界で活躍した。
甲陽中学校卒業。在学中から画学校で絵を学ぶ。第二次大戦が終わった1945年に京都府に移住し、画業を開始。行動美術展覧に入展したのを始めとして数々の賞に入選するが、1953年頃より宇田野武の名前で街頭紙芝居を手がける。翌年から少年画報社からの依頼で『少年画報』に絵物語を描き始め、集英社の『おもしろブック』でも連載を行なった。1956年には『少年画報』で柴田錬三郎の挿絵を描いた。
1957年に上京してからは本格的に児童書の挿絵などで活躍するかたわら、1965年から東京創元社刊の『火星のプリンセス』（エドガー・ライス・バローズ作）に始まる火星シリーズの表紙イラストや挿絵を手がける。この作品でSFファンに認知された。
1980年の死去後、星雲賞特別賞を受賞（イラストレーターでは唯一の特別賞受賞）。亡くなった後も画集が発売されたり、2007年に回顧展が開催 されるなど根強い人気を持つ。
主なイラスト担当作品としては、ロバート・E・ハワードの英雄コナンシリーズ（ハヤカワ文庫）と、エドガー・ライス・バローズ作品の多く（創元推理文庫SFの大部分と、ハヤカワ文庫特別版SFのターザン・シリーズの大部分）がある。また、ポプラ社の『子どもの伝記全集』の表紙絵を一番多く手がけている。
- 東京創元社のバローズ作品は、火星シリーズ、金星シリーズ（「5万年前の男」、「さい果ての星の彼方に」含む）、ペルシダー・シリーズの主要作品の他、『石器時代へ行った男』、『モンスター13号』、『石器時代から来た男』、『失われた大陸』、『時間に忘れられた国』、月シリーズ、『密林の謎の王国』がある。火星シリーズと『モンスター13号』は、創元SF文庫での新訳版でも再利用された。

## 主な作品
- 武部本一郎SFアート傑作集 1〜3（岩崎書店刊）1981年
- 限定版武部本一郎画集（早川書房刊）1982年
- 限定版武部本一郎画集（東京創元社刊）1986年（2003年に『新装版』として同社より再刊された）
- 武部本一郎SF挿絵原画蒐集 上・下（加藤直之監修、ラピュータ刊）2006年
- 武部本一郎少年SF挿絵原画集 上・下（大橋博之編集、ラピュータ刊）、2007年7月
- 【iPad版電子書籍】武部本一郎SF挿絵原画蒐集（加藤直之監修、ラピュータ刊）2010年

## 主な挿絵
- かわいそうなぞう（土家由岐雄作、金の星社）
- ガラスのうさぎ（高木敏子作、金の星社）
- 悲しみの砦（和田登作、岩崎書店）
- 小さな心の旅（関英雄作、偕成社）
- 文政丹後ばなし（来栖良夫作、偕成社）
- 四年三組のはた（宮川ひろ作、偕成社）
- 春よ、こい（はまみつを作、偕成社） など多数。